# Campulipes tabaccoi
Campulipes tabaccoi är en skalbaggsart som beskrevs av Louis Burgeon 1935. Campulipes tabaccoi ingår i släktet Campulipes och familjen Cetoniidae. Inga underarter finns listade.